# VFA-83

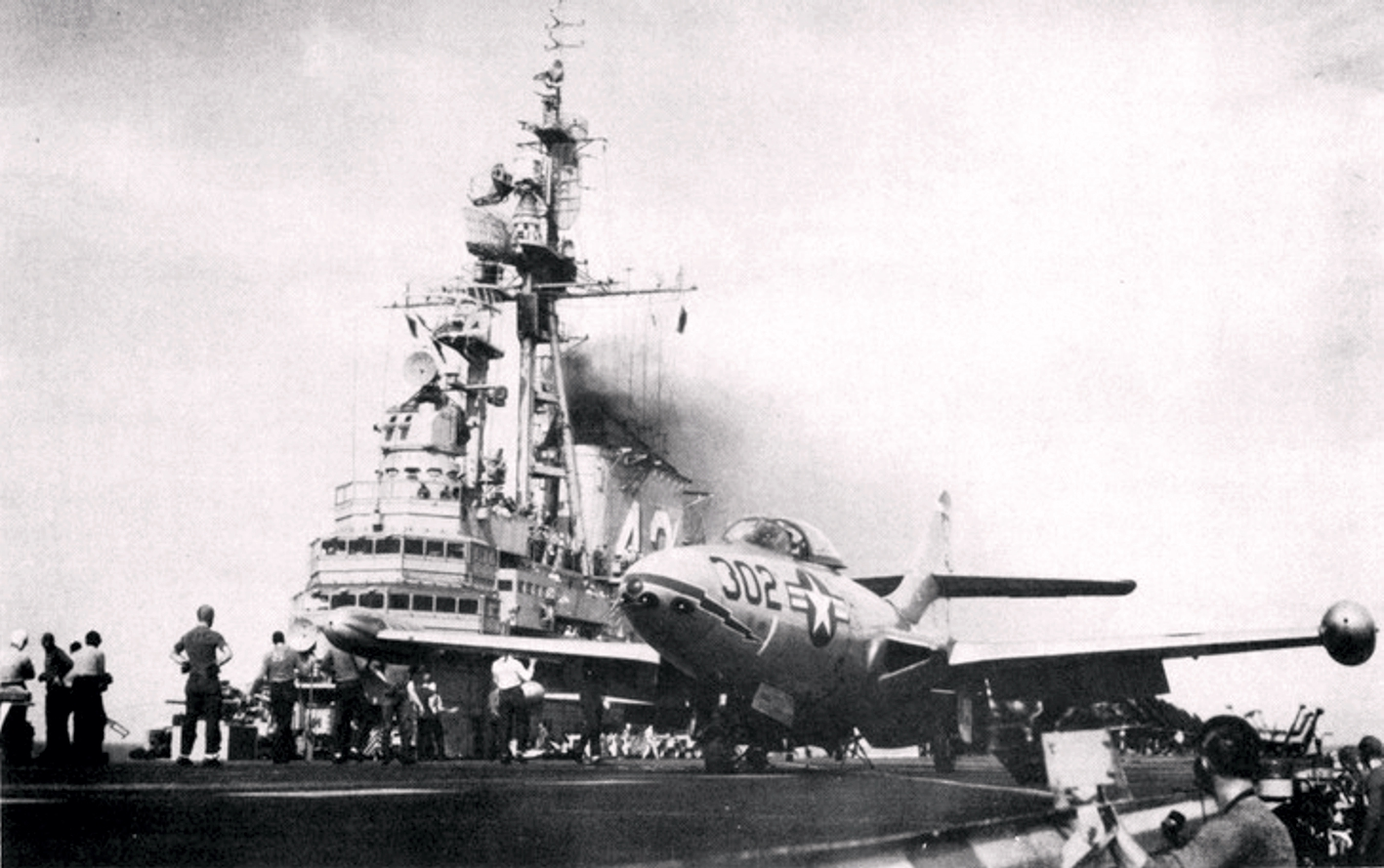
F9F-5 der VF-83 1953 an Bord der USS Coral Sea

Die Strike Fighter Squadron 83, Kurzbezeichnung VFA-83 ist eine Jagdbomberstaffel der United States Navy. Seit dem Jahr 1988 ist sie mit dem Jagdbomber McDonnell Douglas F/A-18 ausgerüstet und gehört zurzeit zum Carrier Air Wing Seven auf dem Flugzeugträger Dwight D. Eisenhower. Am 1. Februar 1951 wurde VFA-83 als Reserve-Jagdstaffel VF-916 gegründet. Am 4. Februar erfolgte die Umbenennung in Jagdstaffel VF-83. Ab 1. Juli 1955 wurde die Staffel in eine Bomberstaffel umstrukturiert und erhielt die Bezeichnung VA-83. Seit dem 3. März 1988 ist Eighty Three eine Jagdbomberstaffel (VFA-83).

## Allgemeines

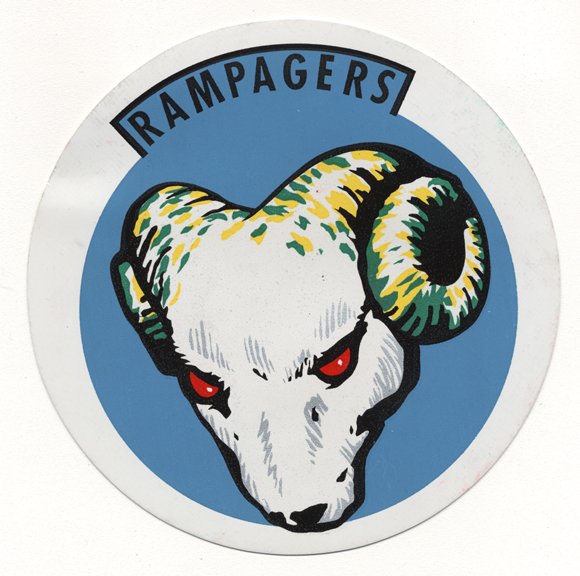
Der Staffel wurde das Rammbockabzeichen im Jahr 1957 zugewiesen und benutzt es seit dem.

Die Rampagers der Jagdbomberstaffel fliegen die F/A-18C. Mit den anderen Mitgliedern und Staffeln des Carrier Air Wing 17 (Geschwader 17), bilden die zwölf Hornets mit ihren zwölf Offizieren und 172 Mannschaftsdienstgraden, die diese fliegen und warten, eine zentrale, schlagkräftige Komponente dieser modernen Kampfgruppe.
Von 1950 bis 1953 trug der Verband den Spitznamen The Roaring Bulls, seit 1957 nennt er sich Rampagers.

## Geschichte

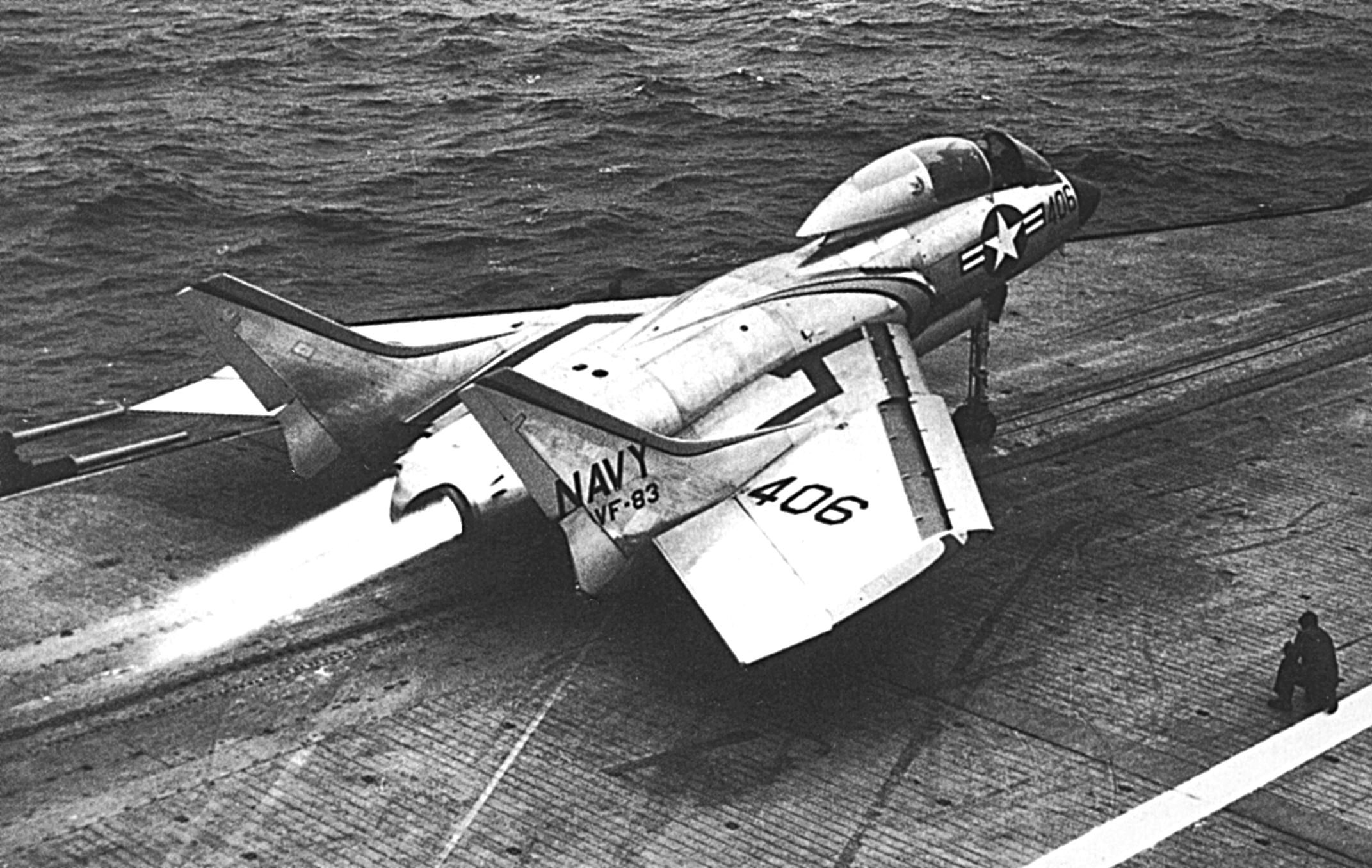
F7U-3M Cutlass 1956 auf der USS Intrepid

Die Ursprünge von VFA-83 reichen zurück auf die Reserve-Jagdfliegerstaffel 916 (VF-916), die als direkte Folge des Eintritts der USA in den Koreakrieg im Juli 1950 aktiviert wurde. Aufstellungsort war die Naval Air Station (NAS) Squantum, deren Flugzeuge als Leitwerkskennung den Buchstaben „Z“ trugen.
Kurz darauf wurde VF-916 zur NAS Oceana verlegt und der im September 1948 aufgestellten CVG-8 unterstellt. Die jetzt als VF-83 bezeichnete Staffel flog in dieser Zeit die F4U Corsair, F9F-5 Panther und die F7U Cutlass von den Flugzeugträgern Saipan, Midway und Coral Sea.
1955 wurde die Staffel umbenannt und umklassifiziert in die Angriffsstaffel VA-83. 1957 erhielt sie als vierte Staffel der US Navy die A-4 Skyhawk. Während dieser Zeit operierten die Rampagers von den Trägern Essex, Forrestal, von der Shangri-La und von der John F. Kennedy.
Im Jahr 1966 verlegte VA-83 zu ihrem neuen Heimatstützpunkt NAS Cecil Field in Florida. Als Teil des CVW-1 war VF-83 die letzte Staffel, die die A-4 von der John F. Kennedy (CV-67) flog. Im selben Jahr wurde die Staffel auf die A-7 Corsair umgestellt. Im Januar 1971 wurde VF-83 dem CVW-17 unterstellt, das auf der Forrestal (CV-59) stationiert war. Es folgten sehr erfolgreiche Jahre, darunter der erste Einsatz der A-7E und mehr als 14 Mittelmeer-Einsätze.
Am 5. Juni 1987 verließ VA-83 Cecil Field zum 22. Mittelmeer-Einsatz und flog zum letzten Mal die A-7 Corsair. Bei ihrer Rückkehr wurde mit der Umschulung auf die Hornet begonnen. Am 1. März 1988 wurde VA-83 umbenannt in VFA-83 (Jagdbomberstaffel 83). Im Sommer 1990 war VFA-83 auf der Saratoga im Roten Meer stationiert und nahm an den Operationen Desert Storm/Shield teil. VFA-83 war in dieser Zeit an 43 Langstrecken-Missionen über Kuwait und dem Irak beteiligt. 1996 wurden die Rampagers auf die Enterprise verlegt und nahmen an den Operationen Decisive Endeavor und Southern Watch teil. Die Rampagers wurde ebenfalls im Jahr zur besten F/A-18-Staffel der United States Navy gekürt.

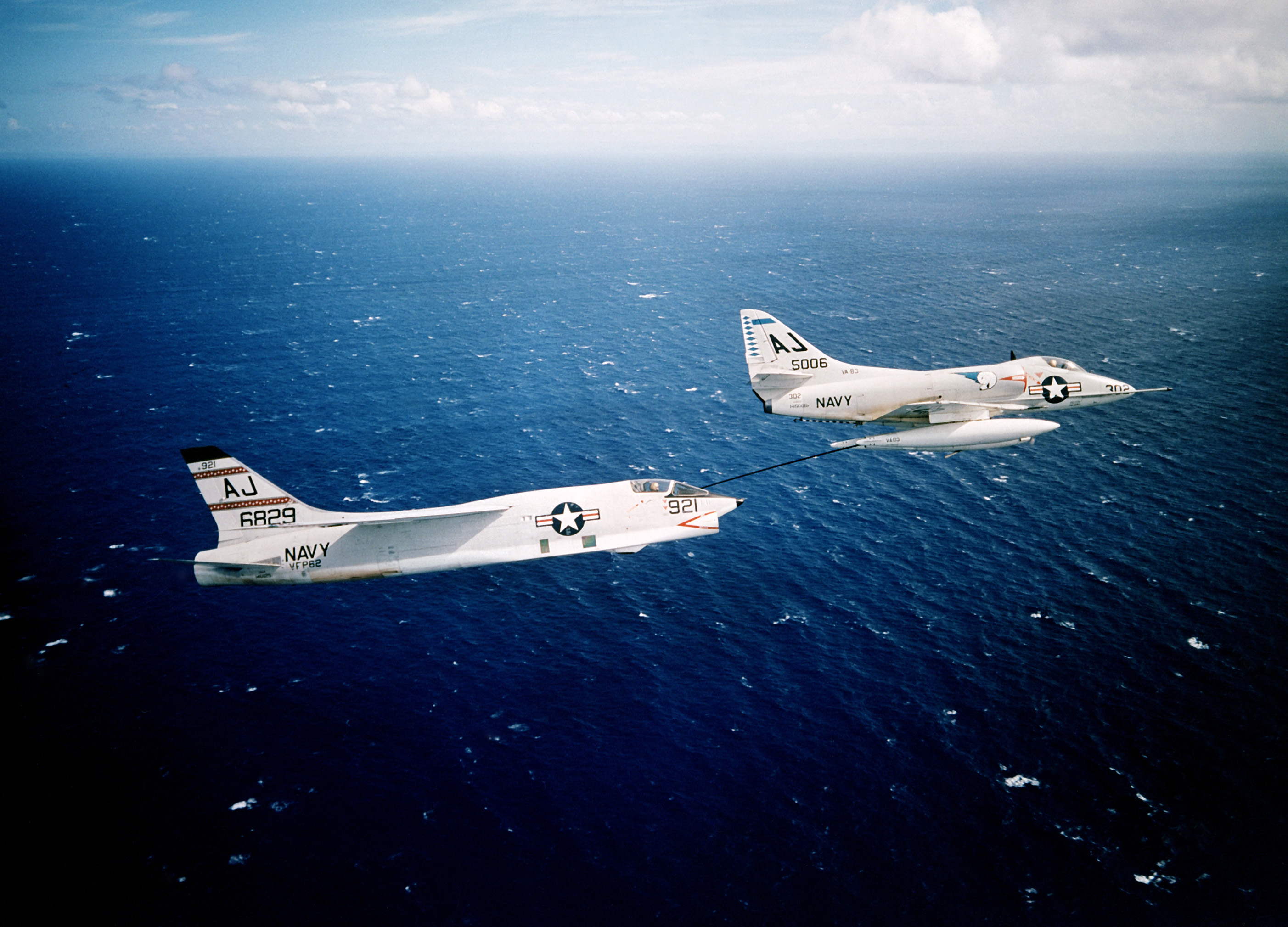
Eine Skyhawk der VA-83 beim Betanken einer F8U-1P Crusader

### Weitere Ereignisse
- 12. März 1956: VA-83 wurde mit F7U-3M Cutlass Flugzeugen, mit Sparrow-Raketen ausgerüstet und auf der Intrepid stationiert. Es erfolgte eine Verlegung ins Mittelmeer. Diese Verlegung war die erste Stationierung einer US Navy-Staffel, die mit Raketen ausgerüstet war.
- Dezember 1957: Die Staffel VA-83 war die erste Staffel, die mit A4D-2 Skyhawk ausgerüstet wurde. Die A4D-2 war die erste Skyhawk-Version, die mit einem Luftbetankungsstutzen ausgerüstet war.
- September 1969:Die Staffel wurde auf der John F. Kennedy stationiert. Im Rahmen dieser Stationierung war sie im Libanon im Einsatz.
- Mai – Juni 1981: Verlegung auf die Forrestal. VA-83 operierte mit den israelischen Truppen, um Vergeltungsschläge gegen syrische Raketen-Batterien im Südlibanon durchzuführen.
- August 1981: Die Staffel führte Übungen im umstrittenen Seegebiet der Großen Syrte durch. Während der Übungen schossen am 18. August zwei F-14 zwei libysche SU-22 Fitters ab. Die Situation eskalierte und VA-83 flog Aufklärungseinsätze über libyschen Schiffen.
- 24. März 1986: Während der Operation Attain Document in der Großen Syrte wurden libysche Flugabwehr-Raketenstellungen mit AGM-88-HARM--Raketen angegriffen. Dies war der erste Kampfeinsatz der der HARM.

## Heimatstationierungen
| Standort                | Datum der Stationierung |
| ----------------------- | ----------------------- |
| NAS Jacksonville        | 1. Februar 1951         |
| NAAS Oceana/NAS Oceana1 | September 1951          |
| NAS Cecil Field         | 15. Juni 1966           |

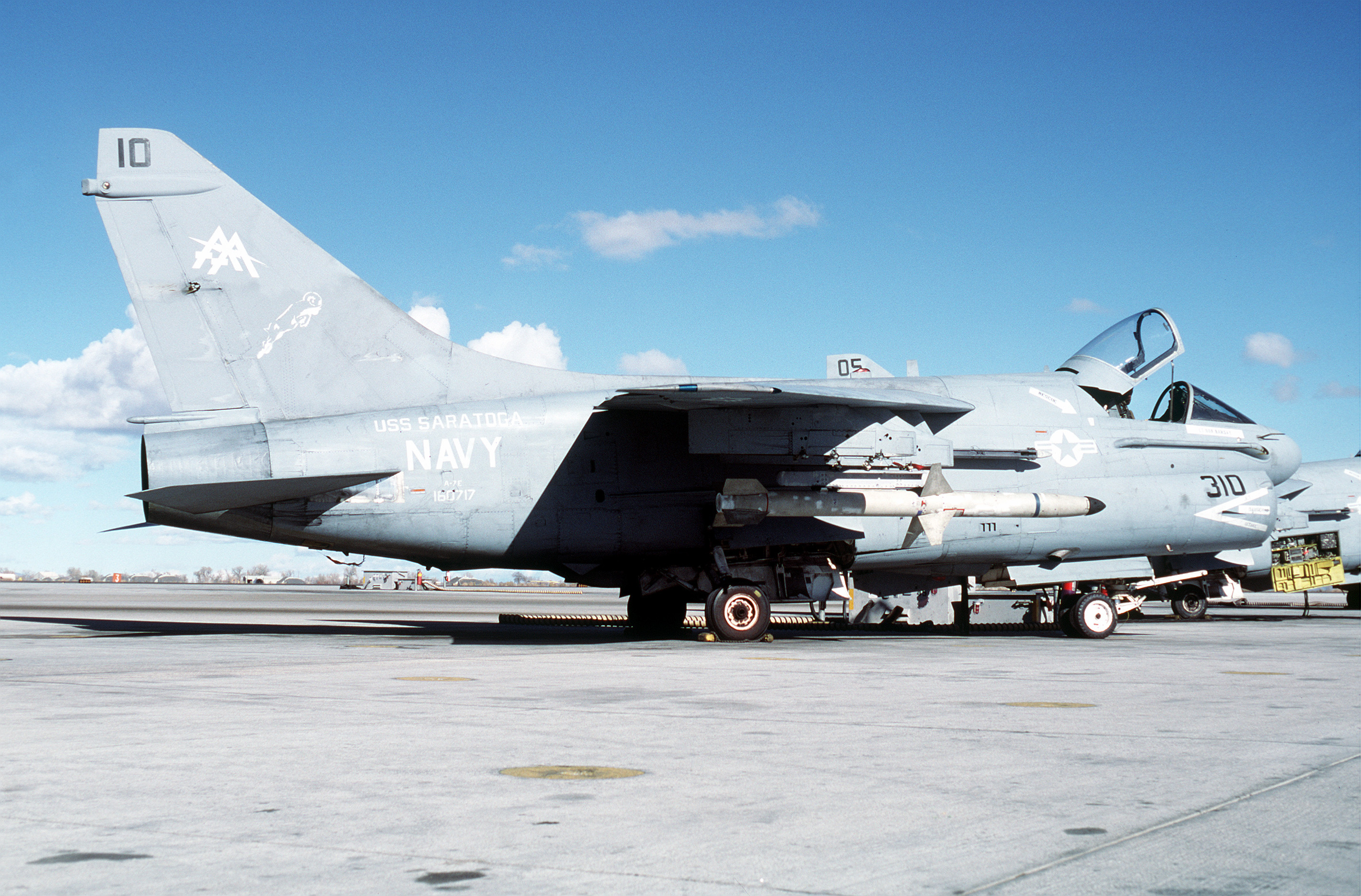
A-7E Corsair II mit AGM-88 1986

1 NAAS Oceanan wurde umbenannt in NAS Oceana am 1. April 1952

## Überseestationierungen
| von                | bis                | Geschwader | Kennung | Flugzeugträger | Flugzeugtyp | Einsatzort                 |
| ------------------ | ------------------ | ---------- | ------- | -------------- | ----------- | -------------------------- |
| 28. November 1951  | 11. Juni 1952      | CVG-8      | E-3xx   | CV-40          | F4U-4       | Mittelmeer                 |
| 26. April 1953     | 21. Oktober 1953   | CVG-8      | E-3xx   | CVA-43         | F9F-5       | Mittelmeer                 |
| 12. März 1956      | 5. September 1956  | CVG-8      | E-3xx   | CVA-11         | F7U-3M      | Mittelmeer                 |
| 2. Februar 1958    | 17. November 1958  | ATG-201    | AP-3xx  | CVA-9          | A4D-2       | Mittelmeer                 |
| 28. Januar 1960    | 31. August 1960    | CVG-8      | AJ-3xx  | CVA-59         | A4D-2       | Mittelmeer                 |
| 9. Februar 1961    | 25. August 1961    | CVG-8      | AJ-3xx  | CVA-59         | A4D-2N      | Mittelmeer                 |
| 3. August 1962     | 2. März 1963       | CVG-8      | AJ-3xx  | CVA-59         | A-4C        | Mittelmeer                 |
| (VA-83 Det.)       | Dezember 1963      | CVSG-52    | AS-xxx  | CVS-39         | A-4B        | Atlantik                   |
| 10. Juli 1964      | 13. März 1965      | CVW-8      | AJ-3xx  | CVA-59         | A-4E        | Mittelmeer                 |
| 24. August 1965    | 7. April 1966      | CVW-8      | AJ-3xx  | CVA-59         | A-4E        | Mittelmeer                 |
| 29. September 1966 | 20. Mai 1967       | CVW-8      | AJ-3xx  | CVA-38         | A-4E        | Mittelmeer                 |
| 15. November 1967  | 4. August 1968     | CVW-8      | AJ-3xx  | CVA-38         | A-4C        | Mittelmeer                 |
| 5. April 1969      | 21. Dezember 1969  | CVW-1      | AB-3xx  | CVA-67         | A-4C        | Mittelmeer                 |
| 5. Januar 1971     | 2. Juli 1971       | CVW-17     | AA-3xx  | CVA 59         | A-7E        | Mittelmeer                 |
| 22. September 1972 | 6. Juli 1973       | CVW-17     | AA-3xx  | CVA-59         | A-7E        | Mittelmeer                 |
| 11. März 1974      | 11. September 1974 | CVW-17     | AA-3xx  | CVA-59         | A-7E        | Mittelmeer                 |
| 5. März 1975       | 22. September 1975 | CVW-17     | AA-3xx  | CV-59          | A-7E        | Mittelmeer                 |
| 4. April 1978      | 26. Oktober 1978   | CVW-17     | AA-3xx  | CV-59          | A-7E        | Mittelmeer/Nordatlantik    |
| 27. November 1979  | 7. Mai 1980        | CVW-17     | AA-3xx  | CV-59          | A-7E        | Mittelmeer                 |
| 2. März 1981       | 15. September 1981 | CVW-17     | AA-3xx  | CV-59          | A-7E        | Mittelmeer/Nordatlantik    |
| 8. Juni 1982       | 16. November 1982  | CVW-17     | AA-3xx  | CV-59          | A-7E        | Mittelmeer                 |
| 2. April 1984      | 20. Oktober 1984   | CVW-17     | AA-3xx  | CV-60          | A-7E        | Mittelmeer                 |
| 26. August 1985    | 16. April 1986     | CVW-17     | AA-3xx  | CV-60          | A-7E        | Mittelmeer                 |
| 5. Juni 1987       | 17. November 1987  | CVW-17     | AA-3xx  | CV-60          | A-7E        | Mittelmeer                 |
| 7. August 1990     | 28. März 1991      | CVW-17     | AA-3xx  | CV-60          | F/A-18C     | Desert Shield/Desert Storm |
| 6. Mai 1992        | 6. November 1992   | CVW-17     | AA-3xx  | CV-60          | F/A-18C     | Mittelmeer                 |
| 1. Januar 1994     | 24. Juni 1994      | CVW-17     | AA-3xx  | CV-60          | F/A-18C     | Mittelmeer                 |
| 28. Juni 1996      | 20. Dezember 1996  | CVW-17     | AA-3xx  | CVN-65         | F/A-18C     | Mittelmeer                 |
| 10. Juni 1998      | 10. Dezember 1998  | CVW-17     | AA-3xx  | CVN-69         | F/A-18C(N)  | Mittelmeer                 |
| 21. Juni 2000      | 19. Dezember 2000  | CVW-17     | AA-3xx  | CVN-73         | F/A-18C(N)  | Mittelmeer/Persischer Golf |
| 20. Juni 2002      | 20. Dezember 2002  | CVW-17     | AA-3xx  | CVN-73         | F/A-18C(N)  | Mittelmeer/Persischer Golf |
| 7. Juni 2004       | 13. Dezember 2004  | CVW-17     | AA-3xx  | CV-67          | F/A-18C(N)  | Mittelmeer/Persischer Golf |
| 3. Oktober 2006    | 23. Mai 2007       | CVW-7      | AG-3xx  | CVN-69         | F/A-18C(N)  | Mittelmeer/Persischer Golf |
| 7. April 2008      | 7. Mai 2008        | CVW-17     | AG-3xx  | CVN-73         | F/A-18C(N)  | Umrundung Südamerikas      |

## Zugewiesene Flugzeugtypen
| Flugzeugtyp  | Name       | Datum des ersten Flugzeug |
| ------------ | ---------- | ------------------------- |
| F4U-4        | Corsair    | Februar 1951              |
| F9F-2        | Panther    | Dezember 1951             |
| F8F-2        | Bearcat    | Mai 1952                  |
| F9F-5        | Panther    | September 1952            |
| F7U-3        | Cutlass    | August 1954               |
| F7U-3M       | Cutlass    | April 1955                |
| A4D-1        | Skyhawk    | März 1957                 |
| A4D-2        | Skyhawk    | Dezember 1957             |
| A4D-2N/A-4C1 | Skyhawk    | September 1960            |
| A-4E         | Skyhawk    | Mai 1963                  |
| A-4C         | Skyhawk    | August 1967               |
| A-7E         | Corsair II | Juni 1970                 |
| F/A-18C      | Hornet     | April 1988                |

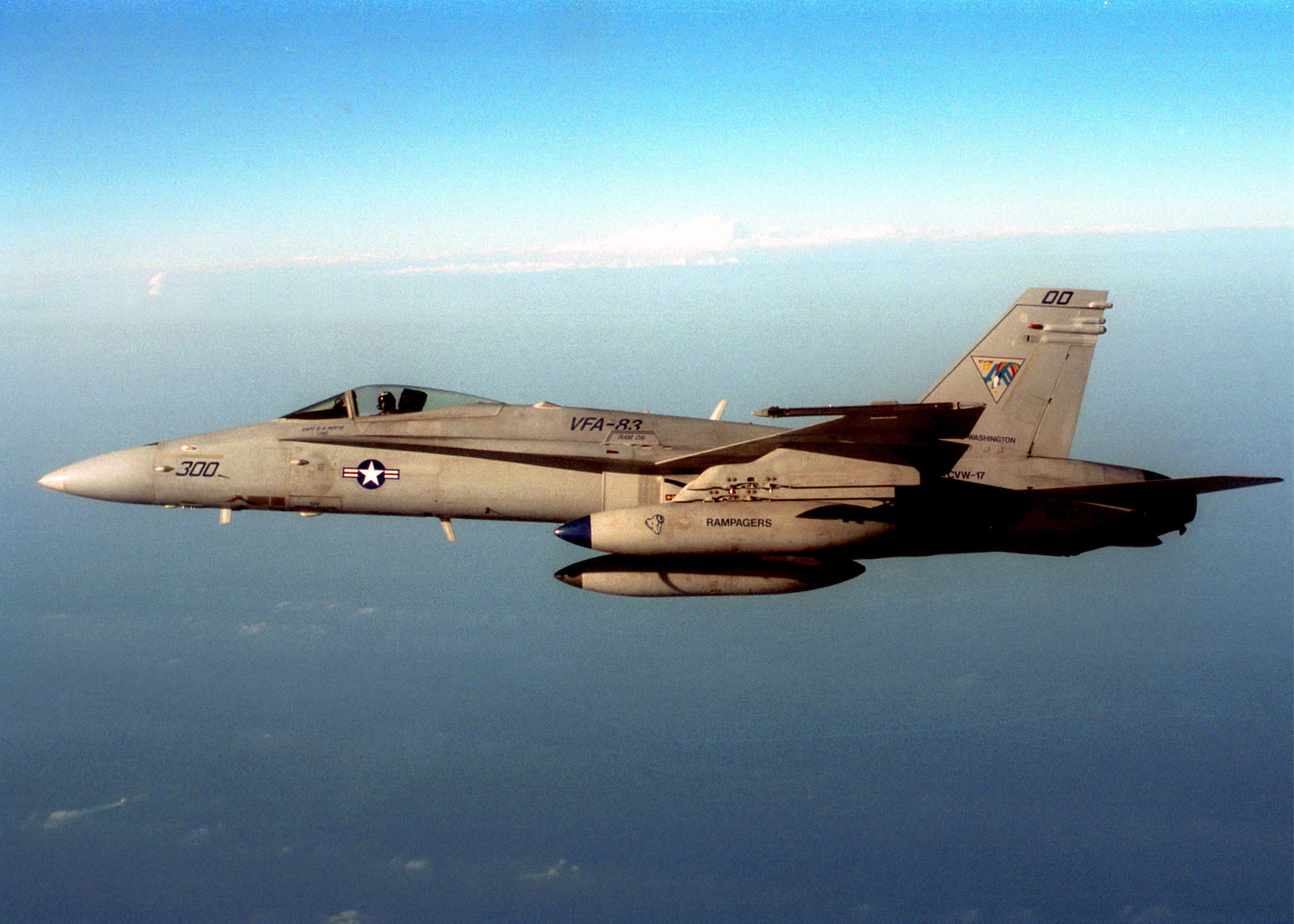
F/A-18C(N) „CAG Bird“ der VFA-83 im Jahr 2002

1 Die Bezeichnung A4D-2N wurde 1962 in A-4C geändert.